# Ненюков, Дмитрий Всеволодович
Дмитрий Всеволодович Ненюков (18 января 1869, Тамбовская губерния, Российская империя — 3 июля 1929, Земун, Югославия) — российский вице-адмирал (1916). Участник Первой мировой войны, во время Гражданской войны — командующий Черноморским флотом Вооружённых сил Юга России.

## Биография
В 1889 году окончил Морской корпус производством 9 сентября в мичманы. 6 декабря 1895 года произведен в лейтенанты. В 1900 году окончил Артиллерийский офицерский класс с зачислением в артиллерийские офицеры 1-го разряда.
Участник русско-японской войны 1904—1905. Артиллерийским офицером служил на броненосце «Цесаревич», участвовал в обороне Порт-Артура и в бою в Жёлтом море. В одном из боёв с японской эскадрой получил ранение, но, очнувшись, лично управлял кораблём и смог вывести его из под огня неприятеля. За этот подвиг Д. В. Ненюков был награждён орденом Святого Георгия 4-й степени.
В 1906 году — старший офицер канонерской лодки «Храбрый». В 1906-1907 годах — командир миноносца «Громящий». В 1908—1909 годах прошёл курс в военно-морском отделении Николаевской академии. В 1908—1909 годах — командир транспорта «Рига». В 1910—1911 годах штаб-офицер Морского Генерального штаба. В 1911—1912 годах командир линейного корабля «Пантелеймон». 4 сентября 1913 года назначен членом от Морского министерства в составе Добровольного флота. В ноябре 1913 года назначен помощником начальника Морского Генерального штаба по судостроению. 
Оставил воспоминания "От Мировой до Гражданской войны. Воспоминания. 1914–1920".

## Первая мировая война
С началом первой мировой войны 25 июля 1914 года назначен начальником военно-морского управления Ставки Верховного главнокомандующего. С 25 января 1916 года состоял для поручений при начальнике Морского штаба Верховного главнокомандующего вице-адмирале А. И. Русине. Находился в этой должности до ноября 1916 года. 6 декабря 1916 года произведен в вице-адмиралы. В апреле 1917 года назначен командующим Дунайской транспортной флотилией (бывшей Экспедицией особого назначения), в октябре 1917 года утверждён в должности начальника речных сил на Дунае.

## Гражданская война в России
В 1917—1918 годах был начальником Одесского центра Добровольческой армии. При занятии французами Одессы стал начальником управления военно-морской базы.
20 августа 1919 года назначен командующим Черноморским флотом ВСЮР. 8 февраля 1920 года вместе с начальником штаба флота контр-адмиралом А. Д. Бубновым, уволен генералом А. И. Деникиным от службы за поддержку генерала П. Н. Врангеля и выслан в Стамбул.
В марте 1920 года вернулся в Севастополь, участвовал в восстановлении флота. С 28 апреля 1920 года вновь стал командующим Черноморским флотом. После прорыва красных войск в Крым организовал успешную эвакуацию Белой армии из Крыма 15—18 ноября 1920 года. Во главе русской эскадры покинул Россию, первое время находится в Турции, позже эмигрировал в Королевство Сербов, Хорватов и Словенцев.

## В эмиграции
Д. В. Ненюков жил в Земуне (пригород Белграда). Занимался литературной деятельностью. Регулярно печатался в журнале «Зарубежный морской сборник». В 1925 году закончил работу над своими мемуарами под названием «От Мировой до Гражданской войны. Воспоминания 1914–1920». Этот труд в виде рукописи хранился в Русском заграничном архиве в Праге до 1945 года. А затем был перемещён в СССР в Центральный государственный архив Октябрьской Революции. Впервые был опубликован лишь в 2014 году при финансовой поддержке Федерального агентства по печати и массовым коммуникациям в рамках Федеральной целевой программы «Культура России» (2012–2018 годы).
Дмитрий Всеволодович Ненюков скончался 3 июля 1929 года.

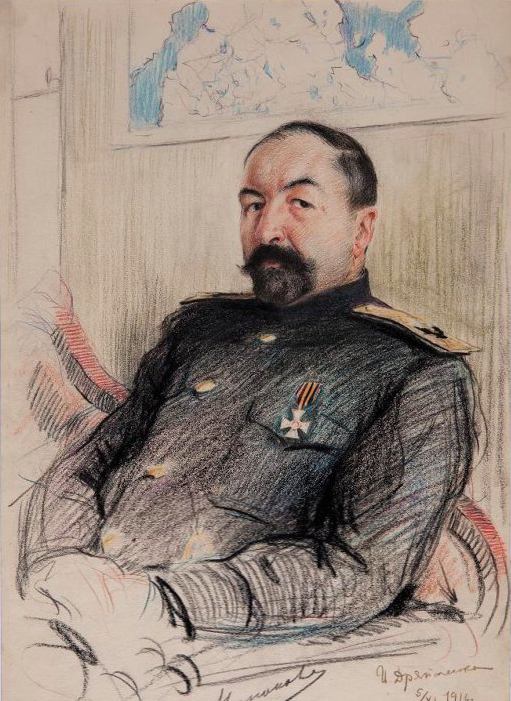
Портрет 1916 г.

## Награды
Д. В. Ненюков был удостоен следующих наград:
- Орден Святого Станислава 3-й степени (06.12.1896)
- Орден Святой Анны 3-й степени (06.12.1903)
- Орден Святого Георгия 4-й степени (7.8.1906)[6][7][к 1]
- Орден Святого Владимира 4-й степени с мечами и бантом (02.04.1907)
- Орден Святого Станислава 2-й степени (06.12.1908)
- Орден Святой Анны 2-й степени (10.4.1911)
- Орден Святого Владимира 3-й степени (6.5.1914)
- Орден Святого Станислава 1-й степени (1915)
- Орден Святой Анны 1-й степени (06.12.1915)
- Серебряная медаль «В память царствования императора Александра III» (1896)
- Серебряная медаль «В память коронации Императора Николая II» (1898)
- Серебряная медаль «В память русско-японской войны» с бантом (1906)
- Медаль «В память 300-летия царствования дома Романовых» (1913)
- Светлобронзовая медаль «В память 200-летия морского сражения при Гангуте» (1915)
- Золотой знак по окончании курса Морского Корпуса (1910)
- Нагрудный знак для защитников крепости Порт-Артур (1914)

Иностранные награды : 
- Знак officier d΄Académie ордена Академических пальм, Франция (1901)
- Командорский крест ордена Почётного легиона, Франция (1914)
- Орден Благородной Бухары 1-й степени, Бухарский эмират (1916)
- Орден Бани 3-й степени, Англия (1916)
- Орден Белого орла с мечами III ряда, Сербия